# 中午的黑暗
《中午的黑暗》（英語：Darkness at Noon）是阿瑟·庫斯勒的小說作品，曾入選20世紀百大英文小說。

## 內容簡介
前苏共中央委员、人民委员鲁巴肖夫是曾经在欧洲资本主义各国家从事秘密革命领导活动的老布尔什维克，为革命建下赫赫功绩。在斯大林开始党内大清洗之后，他开始对苏共党内的不正常现象产生了怀疑，特别是因为革命的目的与手段的矛盾，他的革命良心深深感到不安和自责，从而招致斯大林的猜忌，以致被捕入狱，经过疲劳轰炸式的狱中审讯后，终于精神崩溃，承认了莫须有的罪名，最后被处决致死。（页面存档备份，存于）

## 書中人物
主人公：
- 尼古拉·薩爾曼諾維奇·魯巴肖夫（Nikolai Salmanovich Rubashov）：布爾什維克黨人，內戰英雄，時年五十歲。代表作者認識的“無數莫斯科審判中的受害者”。[2]魯巴肖夫作為老布爾什維克黨人的化身，[3] 作者用他來展示1938年莫斯科審判的種種經過。[4][5]

被魯巴肖夫出賣的人
- 理查德（Richard）：南德黨支部負責人，被魯巴肖夫出賣給秘密警察。
- 小洛埃（Little Löwey）：堅定的共產主義者，安特衛普支部成員，因不滿黨中央向義大利提供入侵埃塞俄比亞的物資而被通告為叛徒。被迫自殺。
- 阿洛娃（Orlova）：魯巴肖夫的秘書兼情婦，被魯巴肖夫出賣。
- 安特衛普港口工人：因不滿黨中央向義大利提供入侵埃塞俄比亞的物資而被開除出黨。

其他犯人：
- 402號（No. 402）：沙皇軍隊老兵，保皇派分子。[6]
- “里普·凡·溫克爾”（“Rip Van Winkle”）：東歐共產主義者，被關押20年後釋放。來到蘇聯後再次被關押。[7]
- “兔唇”（“Harelip”）：基佛教授的兒子，真名為米沙（Misha）。魯巴肖夫的故人，後迫於壓力為審判魯巴肖夫做了偽證。[8]
- 鮑格羅夫（Bogrov）：魯巴肖夫的戰友，海軍元帥。因堅持建造大潛艇以推進世界革命而被處死。

從未直接出現的人物：
- 第一號（Number One）：代表斯大林，蘇共總書記。它的畫像多次出現在文中，“懸掛在這個國家的每一張床和每一個碗櫃上，用冷酷的雙眼凝視世人”。[9]
- 艾薩克維奇（Isaakovich）：因研究美國經濟大蕭條的成果不符合第一號的想法而被處死。
- 老布爾什維克黨人

兩個問訊人員：
- 伊萬諾夫（Ivanov），魯巴肖夫的戰友，內戰老兵。
- 格列金（Gletkin）, 年輕軍官，喜歡穿僵硬的軍裝，當他走動時發出咯咯聲。[10]

## 外部連結
- Harold Strauss, "The Riddle of Moscow's Trials（页面存档备份，存于）" (book review of Darkness at Noon), The New York Times, 25 May 1941
- Darkness at Noon Map（页面存档备份，存于）
- 豆瓣读书上《中午的黑暗》的資料 （简体中文）